# Jenö Staehelin

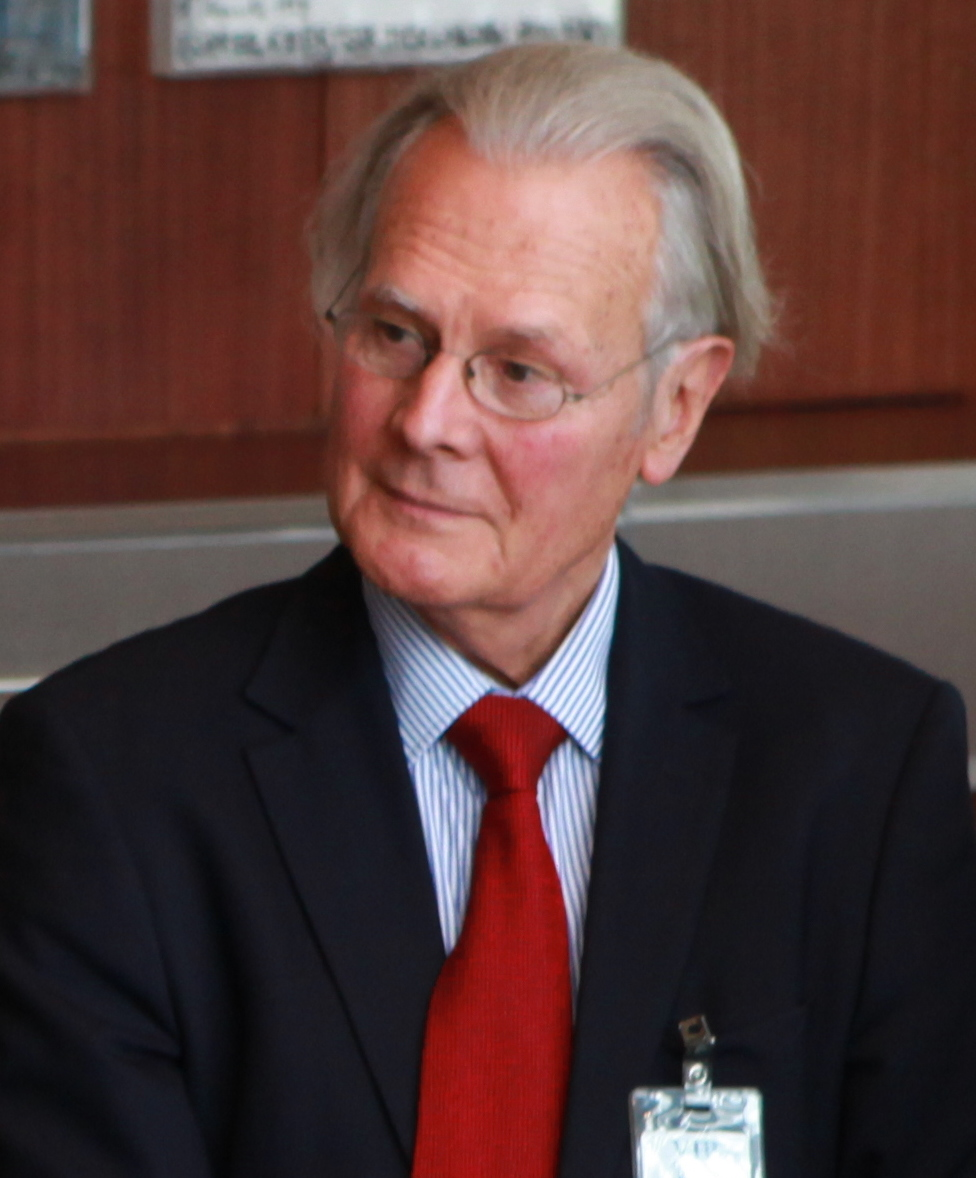
Jenö Staehelin (2015)

Jenö Charles Albert Staehelin (* 14. Januar 1940 in Basel) ist ein Schweizer Jurist und Diplomat.

## Leben und Wirken

### Herkunft und Familie
Staehelin wurde als Sohn von Charles Albert Staehelin (1899–1971) und der aus Debrecen in Ungarn stammenden Gabriella von Simon (1911–1996) geboren. Sein Vater war langjähriger Direktor und Mitglied des Geschäftsleitenden Ausschusses der J. R. Geigy AG. Jenö Staehelin hat eine ältere Schwester, Alexandra Nogawa-Staehelin (1938).
Jenö Staehelin heiratete 1975 die Kulturanthropologin Irène M. Schindler (1945–2019).

### Ausbildung
Jenö Staehelin besuchte drei Jahre lang das Humanistische Gymnasium am Münsterplatz in Basel und anschliessend das Lyceum Alpinum in Zuoz, wo er 1958 die Matura Typus B ablegte. Im Militär stieg er während einer über zweijährigen Dienstzeit zwischen 1960 und 1976 vom  Rekruten zum Hauptmann und zum Kommandanten einer Festungseinheit auf.
Nach der Matura studierte Staehelin Rechtswissenschaften an der Universität Bern (1958–1962). Nach dem lic.iur (1962) und einem Kurs an der Faculté Internationale de Droit Comparé in Luxemburg studierte er am Institut des Hautes Études Internationales (1962/63), wo er mit der Arbeit an seiner Dissertation über «Die gewohnheitsrechtliche Regelung der Gerichtsbarkeit über fremde Staaten im Völkerrecht: Versuch einer Reinterpretation der Praxis» begann. Es folgte eine Ausbildung an der Harvard Law School in Cambridge/USA (1964/65), die er mit dem Master of Law (LL.M.) abschloss. Im Anschluss absolvierte er eine Station in der Rechtsabteilung der UNO in New York. 1968 erwarb er den Doktortitel (Dr. iur.) und das Patent als Zürcher Rechtsanwalt.

### Beruflicher Werdegang
Nach der Zulassungsprüfung und dem Eintritt in das Eidgenössische Departement für auswärtige Angelegenheit (EDA) in Bern 1969 absolvierte Staehelin Stationen in Bern, Stockholm und Genf (1969–1971). Danach arbeitete er bis 1976 als Mitarbeiter in der Völkerrechtsabteilung des EDA. In dieser Funktion nahm er unter anderem an den Verhandlungen über das Europäische Patentübereinkommen und die Errichtung des Europäischen Patentamts teil (1973). 1976/77 wirkte er als Botschaftssekretär an der Schweizer Delegation bei der OECD in Paris, mit Zuständigkeit für den Ausschuss für Entwicklungshilfe (DAC).
Ende 1977 wurde Staehelin zum Vizepräsidenten und Generaldirektor für Rechtsfragen, internationale Angelegenheiten und Öffentlichkeitsarbeit des neu errichteten Europäischen Patentamts (EPA) in München ernannt, wo er bis 1984 wirkte.
1984 entschied sich Staehelin zur Wiederaufnahme seiner diplomatische Laufbahn und zur Rückkehr ins EDA nach Bern. Er wurde zum Minister und Vizedirektor der Direktion für internationale Organisationen ernannt. An der Weltfrauenkonferenz in Nairobi (1985) war er Stellvertreter der Delegationsleiterin, Bundesrätin Elisabeth Kopp, und wirkte in der Kampagne zum vorgeschlagenen, aber vom Schweizer Volk abgelehnten UNO-Beitritt der Schweiz (1986) mit. 1986 folgte seine Ernennung zum Leiter einer Arbeitsgruppe, die vom Bundesrat beauftragt worden war, die Schweizer Politik gegenüber Südafrika zu überdenken. Die von der Arbeitsgruppe als Ersatz für Sanktionen vorgeschlagenen sogenannten «positive Massnahmen» wurden anschliessend umgesetzt.
Staehelin war von 1987 bis 1993 als Botschafter und Chef der Politischen Abteilung I im EDA für Europa (inklusive damalige Sowjetunion) und Nordamerika zuständig. In seinen Zuständigkeitsbereich fielen auch die Beziehungen zum Europarat in Strassburg. Er nahm an allen bilateralen Treffen von Bundesrat René Felber und dessen westeuropäischen, osteuropäischen und nordamerikanischen Kollegen in der Schweiz und im Ausland, an den Treffen der Neutralen (Österreich, Schweden, Finnland, Schweiz) und an den Europarats-Ministertreffen teil.
Als Reaktion auf die Umwälzungen in Mittel- und Osteuropa arbeitete Staehelin, zusammen mit Botschafter Silvio Arioli vom Bundesamt für Aussenwirtschaft ein von der Bundesversammlung gebilligtes Hilfspaket für Polen, die Tschechoslowakei und Ungarn (1990) sowie einen zweiten Rahmenkredit ausgedehnt auf Albanien, Bulgarien, Kroatien, Slowenien und die baltischen Staaten (1992) und schliesslich ein auf die Nachfolgestaaten der Sowjetunion erweitertes drittes Hilfspaket (1993) aus. Staehelin war ebenfalls für den Aufbau einer internen EDA-Organisation zur Umsetzung dieser Massnahmen verantwortlich.
Im September 1991 leitete Staehelin eine in die baltischen Staaten entsandte Delegation zur Aufnahme der diplomatischen Beziehungen zwischen der Schweiz und den neu wieder unabhängig gewordenen Staaten Estland, Lettland und Litauen. Gleiches tat er anlässlich einer Reise im Januar 1992 nach Kroatien und Slowenien. Im August/September 1992 bereiste er als erster offizieller Vertreter der Schweiz die unabhängig gewordenen Staaten Zentralasiens (Kasachstan, Usbekistan, Tadschikistan, Kirgistan und Turkmenistan) in einem vom Militärdepartement zur Verfügung gestellten Flugzeug.
Der Bundesrat ernannte Staehelin 1991 zum ersten Schweizer Vertreter beim Heiligen Stuhl im Vatikan in der Funktion eines Botschafters in Sondermission mit Sitz in Bern. Bis 1993 reiste Staehelin regelmässig nach Rom, vor allem im Zusammenhang mit den durch die Ernennung von Wolfgang Haas zum Weihbischof mit Nachfolgerecht entfachten Unruhen im Bistum Chur. Seine Funktion in Bern als Chef der PA I behielt er. Von 1993 bis 1997 wirkte er als Schweizer Botschafter in Japan.
1997 wurde Staehelin zum Ständigen Schweizer Botschafter bei der UNO in New York ernannt. 1998/1999 amtete er parallel als Vorsitzender der Humanitarian Liaison Working Group (HLWG). In der HLWG treffen sich die wichtigsten Geberstaaten, UN-Agenturen sowie interessierte zwischenstaatliche und nichtstaatliche Organisationen zur Diskussion gemeinsamer humanitärer Anliegen und Interessen.
Ab 2000 engagierte sich Staehelin in der Kampagne zum vorgeschlagenen UNO-Beitritt der Schweiz mit Vorträgen, Artikeln, Interviews und Hintergrundgesprächen. Nach dem Beitritt der Schweiz zu den Vereinten Nationen im Jahr 2002 wurde er zum ersten Ständigen Vertreter der Schweiz bei der UNO bestimmt und hatte diese Position bis 2004 inne.
2003/2004 stand Staehelin als Präsident dem Verwaltungsrat des  Kinderhilfsfonds der Vereinten Nationen UNICEF vor. 2004/2005 war er Vorsitzer der Mine Action Support Group (MASG), einem Forum der wichtigsten Geberstaaten sowie internationaler und privater Organisationen zur Koordination des Kampfes gegen Personenminen und deren Folgen. Er leitete eine Mission nach Angola zur Förderung von Opferhilfe, Minenräumung, Vernichtung von Lagerbeständen und Aufklärung über die Gefahr von Landminen.
Nach seinem Rücktritt als UNO-Botschafter ernannte die damalige Vorsteherin des EDA, Bundesrätin Micheline Calmy-Rey, Staehelin 2004 zu ihrem Sonderberater. In dieser Funktion wurde er beauftragt, ein der Schweiz von der UN-Generalversammlung übertragenes Mandat umzusetzen (2004/2005), das sich auf den Bau der Sperranlage entlang der Grenzlinie zwischen Israel und dem Westjordanland bezog. In Sondierungen sollte abgeklärt werden, wie dem Rechtsgutachten des Internationalen Gerichtshofs (IHG) nachgelebt werden kann, wonach Israel mit dem Bau der Anlagen gegen Völkerrecht verstossen habe. Parallel dazu war Staehelin Generalkommissar der Schweiz für die Weltausstellung in Aichi (Japan) 2005. Er unternahm mehrere Reisen nach Aichi, unter anderem aus Anlass des kaiserlichen Besuchs des Schweizer Pavillons und des Nationalfeiertags.

## Verwaltungsrats- und Stiftungsratsmandate

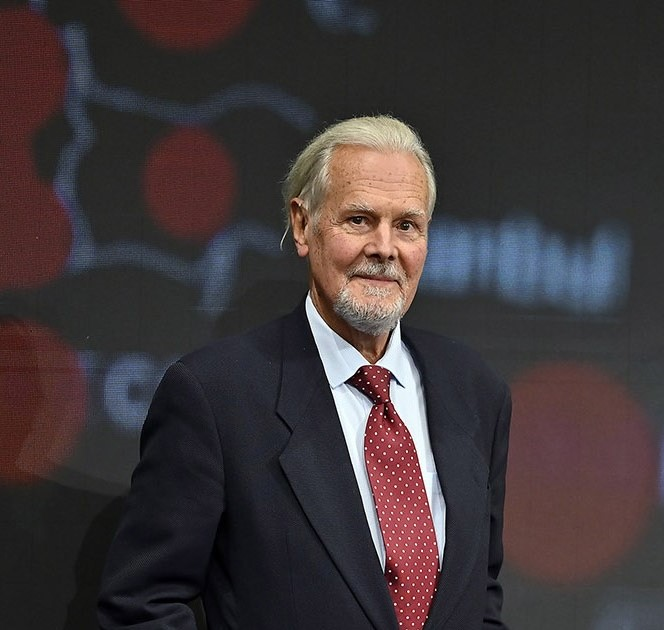
Jenö Staehelin (2021)

1980 wurde Staehelin mit Sondergenehmigung des Schweizerischen Bundesrates und des Verwaltungsrats der Europäischen Patentorganisation in den Verwaltungsrat der  Schindler Holding AG in Hergiswil gewählt, dem er bis 2010 angehörte. Von 2006 bis 2011 war Staehelin Mitglied des Stiftungsrates des Center for Humanitarian Dialogue (HD) in Genf. Die als private Stiftung organisierte Einrichtung vermittelt oder hilft beim Versuch zu vermitteln, um bewaffnete Konflikte zu beenden oder zu verhindern. 2011 amtete er als «Acting President». 
Von 1997 bis 2010 war er Mitglied des Beratergremiums des Dekans der Harvard Law School in Cambridge/USA. Der International Peace Academy / International Peace Institute in New York diente er ab 2000 während sechs Jahren als Vorstandsmitglied. 2005 erfolgte die Wahl von Staehelin zum Mitglied des Stiftungsrats des Institut Universitaire de Hautes Études Internationales (IUHEI) in Genf. In dieser Funktion wirkte er bei der Fusion des IUHEI mit dem Institut Universitaire d’Études du Developpement (IUED) zum Institut de Hautes Études Internationales et du Developpement (Geneva Graduate Institute) mit.
Von 2006 bis 2010 war Staehelin Mitglied des Internationalen Komitees vom Roten Kreuz (IKRK) in Genf und nahm an Missionen im Sudan (Darfur), Süd-Sudan, Ex-Jugoslawien und Ungarn teil. 2009/2010 sass er im Ausschuss des IKRK. Von 2007 bis 2019 gehörte Staehelin zudem dem Stiftungsrat der Kofi Annan Foundation an, die er nach dem Tod von Kofi Annan 2018/2019 interimistisch präsidierte. Von 2008 bis 2018, ab 2009 als Präsident gehörte Staehelin zum Stiftungsrat der Teleki Téka Förderstiftung, die die Erhaltung und Förderung der von Samuel Teleki gestifteten, europäisch bekannten Bibliothek in Târgu Mureș in Rumänien fördert.
Ab 2011 war Staehelin als Schweizer Dekan des Mercator Fellowships on International Affairs, Schweiz/Deutschland tätig. In dieser Funktion wirkte er bis 2016 zusammen mit seinem Kollegen, Alt-Staatssekretär Klaus Scharioth, als Mentor von Mercator-Stipendiaten.
2020 wurde Staehelin in den Stiftungsrat der Ubuntu Stiftung Schweiz gewählt welche das Museum und Forschungszentrum «!Khwa ttu» in Südafrika, das von seiner Frau Irène M. Schindler aufgebaut wurde, betreibt.

## Persönliche Initiativen
2006 errichtete Staehelin die Dr. Jenö Staehelin Stiftung. 2014 gründete und lancierte die Stiftung unter Staehelin «The Geneva Challenge», einen weltweiten Studentenwettbewerb zur Sensibilisierung und Unterstützung der von der UNO definierten 17 globalen nachhaltigen Entwicklungsziele. Der jährliche Wettbewerb, an dem sich jeweils hunderte Studierende aus aller Welt beteiligen, wird in Zusammenarbeit mit dem  Graduate Institute in Genf durchgeführt. 2021 lancierte die Stiftung, auf Initiative von Staehelin, das «Kofi Annan Changemaker Programm». Dieses bezweckt, den Dialog zwischen den Generationen zu fördern. Jährlich wird eine Anzahl junger, denkbarer zukünftiger Führungspersönlichkeiten aus aller Welt zusammengebracht mit ehemaligen Mitarbeiterinnen und Mitarbeitern und Freunden von alt UN-Generalsekretär Kofi Annan.

## Ehrungen
- 2001: Harvard Law School Association Distinguished Achievement Award.[12]

- 2019: Commitment to the Institute and Alumni Association Award.[13]

## Publikationen
- Die gewohnheitsrechtliche Regelung der Gerichtsbarkeit über fremde Staaten im Völkerrecht. Versuch einer Reinterpretation der Praxis. Dissertation an der Juristischen Fakultät der Universität Bern. Bern 1969.
- Verhandlungsstil und Verhandlungstaktik als Problem interkultureller Verständigung. In: Mario Corti (Hrsg.): Diplomatische Negoziation. Festschrift zum 60. Geburtstag von Staatssekretär Franz Blankart. Bern 1996.
- Carl Bohny: Ein Basler prägt die Bewegung. Das Rote Kreuz im Ersten Weltkrieg. In: Schweizerisches Rotes Kreuz Basel-Stadt (Hrsg.): Die Basler und das Rote Kreuz – 125 Jahre SRK Basel. Basel 2013.
- Gute Dienste (2001). In: Max Schweizer (Hrsg.): Diplomatenleben. Akteure, Schauplätze, Zwischenrufe. Ein Lesebuch. Zürich 2014.